# Byrrh

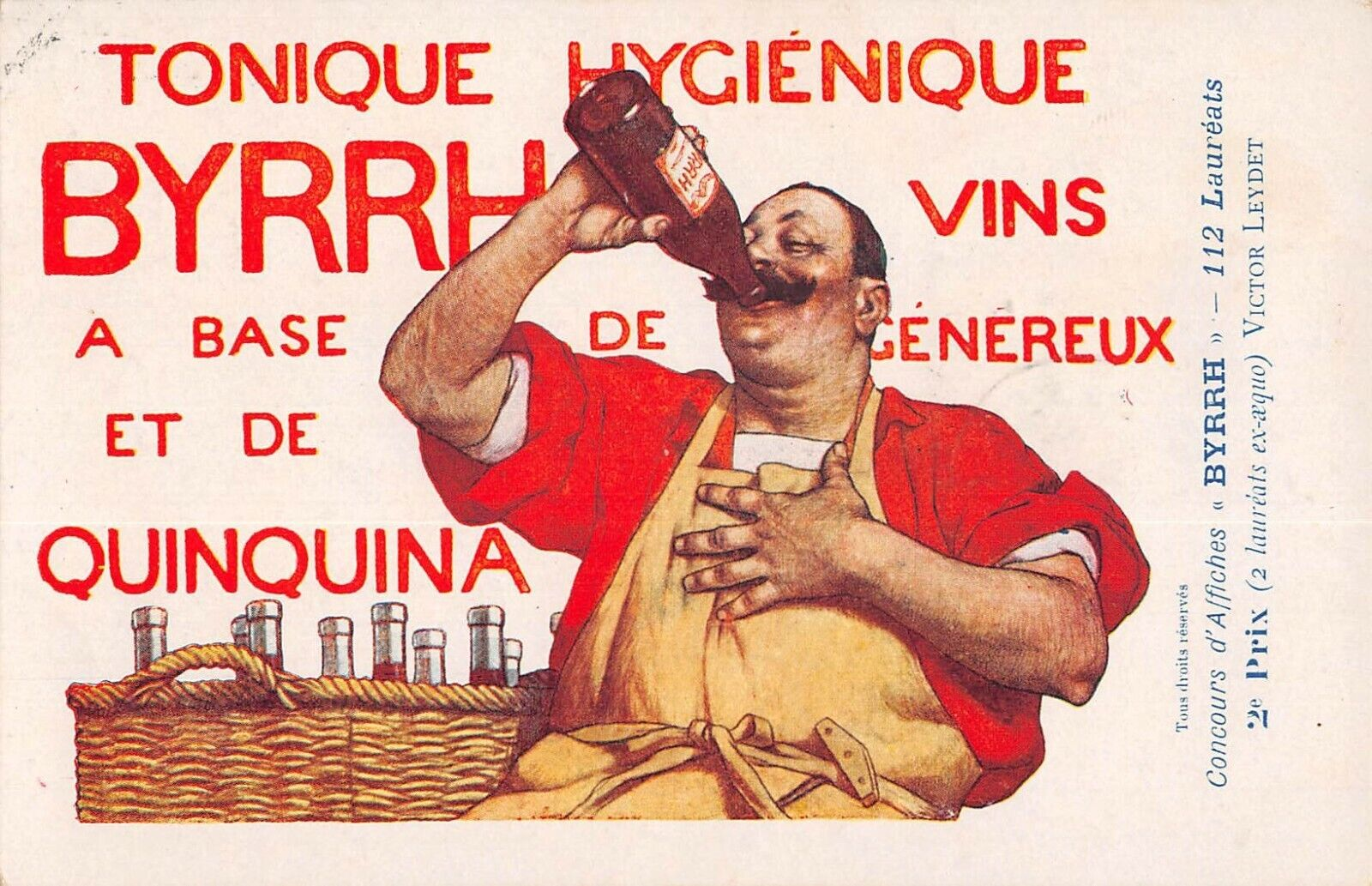
Frühe Werbung für Byrrh

Byrrh ist ein bittersüßer, der Farbe nach hellroter französischer Aperitif mit etwa 17 Vol.-%, der seit der zweiten Hälfte des 19. Jahrhunderts in Frankreich produziert wird und gleichzeitig der Name der Kellerei, die den Aperitif herstellt. In Deutschland wird das Produkt von der Weinbrennerei Jacobi vertrieben.

## Zusammensetzung und Verwendung
Byrrh ist eine Mischung aus Rotwein (i. d. R. aus der Carignan-Traube), aromatisiert mit Auszügen von Chinarinde, regionalen Gewürzen aus dem Languedoc-Roussillon und weiteren Zutaten wie Zimt, Bitterorangenschalen, Enzian, Echte Kamille, Kalumba, Kaffee und Kakao.
Byrrh wird in zahlreichen Cocktails oder Mixgetränken als Zusatz verwendet, z. B. Byrrh-Cocktail, Byrrh-Gin und Byrrh-Rye.

## Geschichte

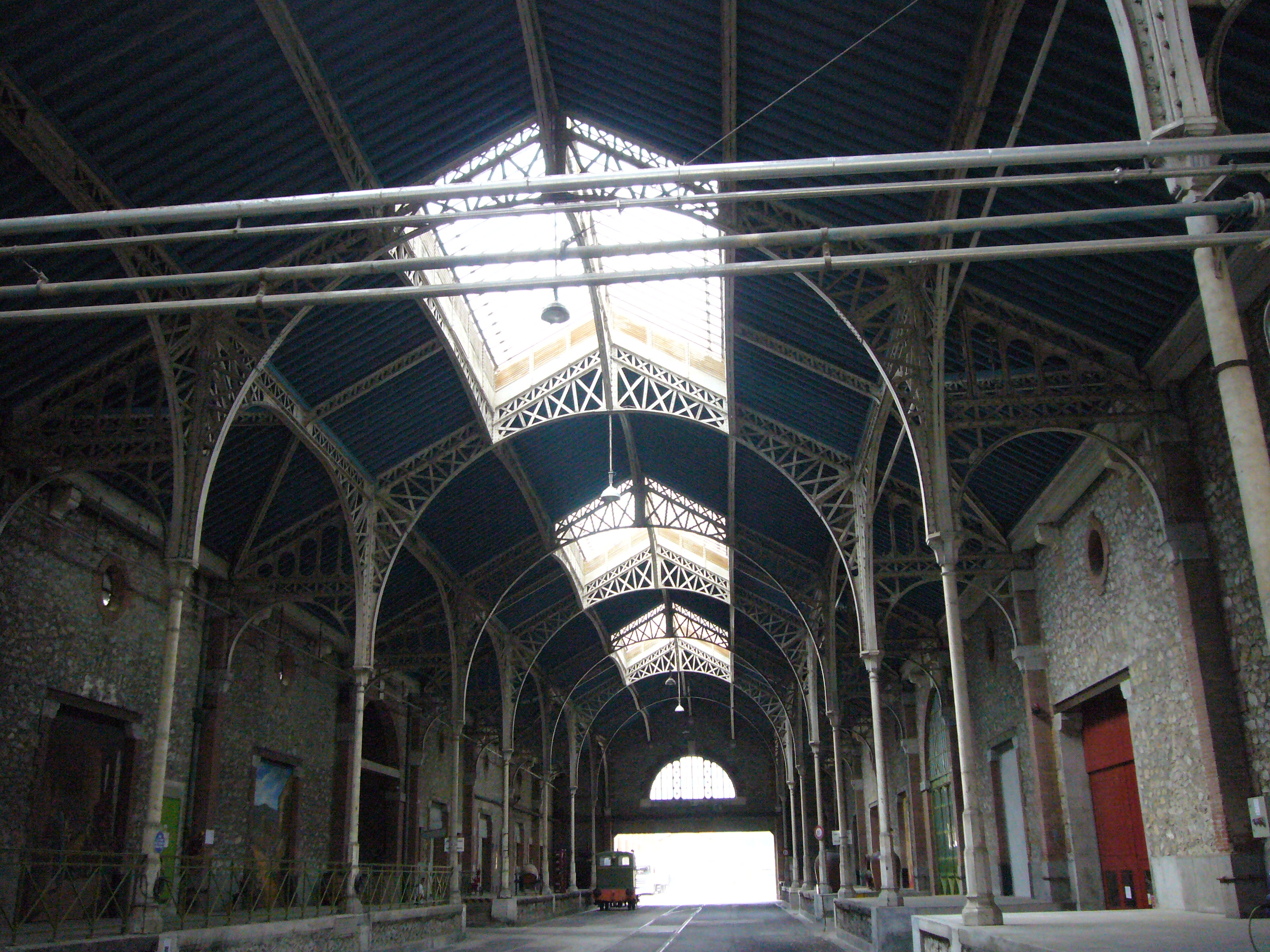
Ehemaliger Verladebahnhof der Kellerei Byrrh mit Dach von Gustave Eiffel

Der Betrieb wurde von der französischen Familie Violet im Jahr 1892 gegründet. Der künstliche Name B.Y.R.R.H. wurde von den zwei Brüdern, Simon und Pallade Violet, von einem in der Kleiderstoffbranche verwendeten Code-System abgeleitet.
1910 beschäftigte das Unternehmen bereits knapp 750 Arbeiter. Zwanzig Jahre später war Byrrh die größte Aperitifmarke in Frankreich und hatte einem jährlichen Absatz von 35 Millionen Litern und erreichte weltweite Bekanntheit. Um die Produkte ausliefern zu können, wurde inmitten des Werkes ein eigener großer Bahnhof mit einer Be- und Entladehalle von 81 m Länge und 20 m Breite gebaut, deren Glasdach Gustave Eiffel entworfen hat.
1961 wurde die Firma zunächst an CDC verkauft, die später mit dem Spirituosenfabrikant Cusenier (u. a. für die Herstellung von Absinth bekannt) fusionierten. Diese wurden 1976 von der Pernod-Ricard-Gruppe übernommen, so dass Byrrh heute Teil von Pernod-Ricard sind.
Der Betrieb stellt heute insgesamt jährlich etwa 2.000.000 Hektoliter Weinprodukte her. Neben dem originalen Aperitif Byrrh gehören hierzu auch Produkte wie Cinzano oder Dubonnet.
Die Kellerei Byrrh (franz. Caves Byrrh) befindet sich in Thuir nahe Perpignan am Fuße der Pyrenäen. In der Kellerei befindet sich ein Weinfass, das von der Kellerei und den regionalen Touristikern  als  das größte Weinfass der Welt mit einem Fassungsvermögen von etwas über einer Million Liter bezeichnet wird. Das Fass wird noch immer für die Herstellung des Aperitifs Byrrh verwendet. Allerdings handelt es sich nicht um das wirklich größte Weinfass der Welt. Dieses, das Dürkheimer Riesenfass mit einem Volumen von 1,7 Millionen Litern, enthält jedoch eine Gaststätte und war nie für die Aufbewahrung von Flüssigkeiten gedacht.